# Ernest Everett Just
Ernest Everett Just (14 de agosto de 1883 – 27 de outubro de 1941) foi um biólogo, acadêmico e escritor científico pioneiro. O legado principal de Just é o reconhecimento do papel fundamental da superfície celular no desenvolvimento dos organismos. Em seu trabalho em biologia marinha, citologia e partenogênese, ele defendia o estudo de células inteiras sob condições normais, em vez de simplesmente fragmentá-las em ambiente laboratorial.

## Juventude e educação
Nascido de Charles Just Jr. e Mary (Matthews) Just em 14 de agosto de 1883, Just era um de cinco filhos. Seu pai e avô, Charles Sr., eram construtores. Quando Just tinha quatro anos de idade, tanto seu pai quanto seu avô morreram (o primeiro de alcoolismo). A mãe de Just tornou-se a única provedora de Just, seu irmão mais novo e sua irmã mais nova. Mary Matthews Just lecionava em uma escola afro-americana em Charleston para sustentar sua família. Durante o verão, ela trabalhava nas minas de fosfato na James Island. Percebendo que havia muitas terras vazias perto da ilha, Mary persuadiu várias famílias negras a se mudarem para lá para cultivar. A cidade que eles fundaram, agora incorporada na área de West Ashley de Charleston, foi eventualmente nomeada Maryville em sua honra.
Quando Just era jovem, ficou gravemente doente por seis semanas com febre tifoide. Uma vez que a febre passou, ele teve dificuldades para se recuperar, e sua memória foi muito afetada. Ele havia aprendido anteriormente a ler e escrever, mas agora teve que reaprender. Sua mãe havia sido muito compreensiva ao ensiná-lo, mas depois de um tempo ela desistiu.
Esperando que Just se tornasse professor, aos 13 anos sua mãe o enviou para o "Colored Normal Industrial Agricultural and Mechanical College of South Carolina", a única escola de concessão de terras de 1890 para a educação de negros na Carolina do Sul, mais tarde conhecida como Universidade Estadual da Carolina do Sul em Orangeburg, Carolina do Sul. Acreditando que as escolas para negros no sul dos Estados Unidos eram inferiores, Just e sua mãe acharam melhor que ele fosse para o norte. Aos 16 anos, Just matriculou-se na escola preparatória para faculdade Kimball Union Academy em Meriden, New Hampshire. Durante o segundo ano de Just em Kimball, ele voltou para casa para uma visita apenas para saber que sua mãe havia sido enterrada uma hora antes de ele chegar. Apesar desta dificuldade, Just completou o programa de quatro anos em apenas três anos e graduou-se em 1903 com as maiores notas de sua turma.
Just continuou e graduou-se magna cum laude no Dartmouth College em Hanover, New Hampshire, turma de 1907. Lá, Just desenvolveu interesse em biologia depois de aprender sobre fertilização e desenvolvimento de ovos. Just ganhou honras especiais em zoologia e se distinguiu em botânica, história e sociologia também. Ele também foi honrado como um acadêmico Rufus Choate por dois anos e foi eleito para Phi Beta Kappa.
Just foi candidato a proferir um discurso de formatura, mas não foi escolhido porque o corpo docente "decidiu que seria um faux pas permitir que o único negro na turma de formandos se dirigisse à multidão de pais, ex-alunos e benfeitores. Teria tornado muito evidente o fato de que Just havia ganhado praticamente todos os prêmios imagináveis", incluindo honras em botânica, sociologia e história. Enquanto lecionava na Universidade Howard, Just obteve um PhD em 1916 da Universidade de Chicago, tornando-se o primeiro afro-americano a fazê-lo.

## Fundação da Omega Psi Phi
Em 17 de novembro de 1911, Ernest Just e três estudantes da Universidade Howard (Edgar Amos Love, Oscar James Cooper e Frank Charles Coleman), estabeleceram a fraternidade Omega Psi Phi no campus de Howard. Love, Cooper e Coleman haviam procurado Just sobre estabelecer a primeira fraternidade negra no campus. O corpo docente e a administração de Howard inicialmente se opuseram à ideia de estabelecer a fraternidade, temendo que pudesse representar uma ameaça política à administração branca de Howard. No entanto, Just trabalhou para mediar a controvérsia e, apesar das dúvidas iniciais, Omega Psi Phi, capítulo Alpha, foi oficializada no campus de Howard em 15 de dezembro de 1911. Omega Psi Phi foi incorporada sob as leis do Distrito de Columbia em 28 de outubro de 1914.

## Carreira
Quando se formou em Dartmouth, Just enfrentou os mesmos problemas que todos os graduados negros de sua época enfrentavam: não importava o quão brilhantes fossem ou quão altas fossem suas notas, era quase impossível para pessoas negras se tornarem membros do corpo docente em faculdades ou universidades brancas. Just aceitou o que parecia ser a melhor escolha disponível para ele e aceitou uma posição de ensino na historicamente negra Universidade Howard em Washington, D.C. Em 1907, Just primeiro começou a lecionar retórica e inglês, áreas um tanto removidas de sua especialidade. Em 1909, no entanto, ele estava ensinando não apenas inglês mas também biologia. Em 1910, ele foi encarregado de um departamento de biologia recém-formado pelo presidente de Howard, Wilbur P. Thirkield e, em 1912, tornou-se chefe do novo Departamento de Zoologia, posição que ocupou até sua morte em 1941. Não muito depois de começar sua nomeação em Howard, Just foi apresentado a Frank R. Lillie, chefe do Departamento de Zoologia da Universidade de Chicago. Lillie, que também era diretor do Laboratório Biológico Marinho (MBL) em Woods Hole, Massachusetts, convidou Just para passar o verão de 1909 como seu assistente de pesquisa no MBL. Durante este tempo e posteriormente, os experimentos de Just focaram principalmente nos ovos de invertebrados marinhos. Ele investigou a reação de fertilização e os hábitos reprodutivos de espécies como Platynereis megalops, Nereis limbata e Arbacia punctulata. Pelos próximos 20 anos aproximadamente, Just passou todos os verões, exceto um, no MBL.
Enquanto no MBL, Just aprendeu a manusear ovos e embriões de invertebrados marinhos com habilidade e compreensão, e logo sua expertise estava em grande demanda tanto por pesquisadores juniores quanto seniores. Em 1915, Just tirou uma licença da Howard para se inscrever em um programa acadêmico avançado na Universidade de Chicago. Nesse mesmo ano, Just, que estava ganhando reputação nacional como jovem cientista excepcional, foi o primeiro recipiente da Medalha Spingarn da NAACP, que recebeu em 12 de fevereiro de 1915. A medalha reconheceu suas conquistas científicas e seu "serviço de destaque à sua raça".
Ele começou seu treinamento de pós-graduação com cursos no MBL: em 1909 e 1910 fez cursos de zoologia de invertebrados e embriologia, respectivamente, lá. Seus estudos continuaram presencialmente na Universidade de Chicago. Seus deveres em Howard atrasaram a conclusão de seus estudos e o recebimento do grau de Ph.D. No entanto, em junho de 1916, Just recebeu seu grau em zoologia, com uma tese sobre a mecânica da fertilização. Just tornou-se assim um dos poucos negros que haviam obtido o grau doutoral de uma grande universidade. Na época em que recebeu seu doutorado de Chicago, ele já havia publicado vários artigos de pesquisa, tanto como autor único quanto coautor com Lillie. Durante seu período em Woods Hole, Just ascendeu de aprendiz estudante a cientista internacionalmente respeitado. Um experimentalista cuidadoso e meticuloso, ele era considerado "um gênio no design de experimentos". Ele havia explorado outras áreas incluindo: partenogênese experimental, divisão celular, hidratação e desidratação celular, radiação carcinogênica UV em células e fisiologia do desenvolvimento.
Just, no entanto, ficou frustrado porque não conseguia obter uma nomeação em uma grande universidade americana. Ele queria uma posição que proporcionasse uma renda estável e lhe permitisse passar mais tempo com sua pesquisa. A carreira científica de Just envolveu uma luta constante por uma oportunidade de pesquisa, "o sopro de sua vida". Ele foi condenado pelo racismo a permanecer ligado a Howard, uma instituição que não podia dar oportunidade plena a ambições como as que Just tinha devido a restrições orçamentárias da época. Mesmo assim, Just foi capaz de fazer contribuições significativas para seu campo durante este período, incluindo coautoria do livro didático General Cytology, publicado pela primeira vez em junho de 1924, com outros pioneiros em biologia celular, incluindo Clarence Erwin McClung, Margaret Reed Lewis, Thomas Hunt Morgan e Edmund Beecher Wilson. Em 1929, Just viajou para Nápoles, Itália, onde conduziu experimentos na prestigiosa estação zoológica "Anton Dohrn".
Então, em 1930, ele se tornou o primeiro americano a ser convidado para o Instituto Kaiser Wilhelm em Berlim-Dahlem, Alemanha, onde vários ganhadores do Prêmio Nobel realizavam pesquisas. Ao todo, de sua primeira viagem em 1929 até a última em 1938, Just fez dez ou mais visitas à Europa para prosseguir com pesquisas. Cientistas o trataram como uma celebridade e o encorajaram a estender sua teoria sobre o ectoplasma para outras espécies. Just gostava de trabalhar na Europa porque não enfrentava tanta discriminação lá em comparação com os EUA, e quando encontrava racismo, invariavelmente vinha de americanos.
A partir de 1933, quando os nazistas começaram a tomar controle da Alemanha, Just cessou seu trabalho lá. Ele mudou seus estudos baseados na Europa para Paris e para o laboratório marinho na vila pesqueira francesa de Roscoff, localizada no Canal da Mancha.
Just foi autor de dois livros, Basic Methods for Experiments on Eggs of Marine Animals (1939) e The Biology of the Cell Surface (1939), e também publicou pelo menos setenta artigos nas áreas de citologia, fertilização e desenvolvimento embrionário precoce. Ele descobriu o que é conhecido como o bloqueio rápido à polispermia; ele ainda elucidou o bloqueio lento, que havia sido descoberto por Fol na década de 1870; e mostrou que as propriedades adesivas das células do embrião precoce são fenômenos de superfície requintadamente dependentes do estágio de desenvolvimento. Ele acreditava que as condições usadas para experimentos em laboratório deveriam corresponder de perto àquelas na natureza; neste sentido, ele pode ser considerado como tendo sido um biólogo do desenvolvimento ecológico precoce. Seu trabalho em partenogênese experimental informou o conceito de "autoindução" de Johannes Holtfreter que, por sua vez, influenciou amplamente a biologia evolutiva e do desenvolvimento moderna. Sua investigação do movimento da água para dentro e para fora de células vivas de ovos (mantendo todo o tempo seu potencial de desenvolvimento completo) deu insights sobre a estrutura celular interna que agora está sendo mais completamente elucidada usando ferramentas biofísicas poderosas e métodos computacionais. Esses experimentos anteciparam a imagem não-invasiva de células vivas que está sendo desenvolvida hoje. Embora o trabalho experimental de Just tenha mostrado um papel importante para a superfície celular e a camada abaixo dela, o "ectoplasma", no desenvolvimento, foi amplamente e infelizmente ignorado. Isso foi verdade mesmo com relação a cientistas que enfatizavam a superfície celular em seu trabalho. Foi especialmente verdade dos americanos; com os europeus, ele se saiu um pouco melhor.

## Vida pessoal
Em 12 de junho de 1912, ele se casou com Ethel Highwarden, que ensinava alemão na Universidade Howard. Eles tiveram três filhos: Margaret, Highwarden e Maribel. Os dois se divorciaram em 1939. Nesse mesmo ano, Just se casou com Hedwig Schnetzler, que era uma estudante de filosofia que ele conheceu em Berlim.
Em 1940, Just foi preso pelos nazistas alemães, mas foi facilmente libertado graças à ajuda do pai de sua esposa.

## Morte
No início da Segunda Guerra Mundial, Just estava trabalhando na Station Biologique em Roscoff, pesquisando o artigo que se tornaria Unsolved Problems of General Biology. Embora o governo francês tenha solicitado que estrangeiros evacuassem o país, Just permaneceu para completar seu trabalho. Em 1940, a Alemanha invadiu a França, e Just foi brevemente preso em um campo de prisioneiros de guerra. Com a ajuda da família de sua segunda esposa, uma cidadã alemã, ele foi resgatado pelo Departamento de Estado dos EUA e retornou ao seu país natal em setembro de 1940. No entanto, Just havia estado muito doente por meses antes de seu encarceramento e sua condição se deteriorou na prisão e na viagem de volta aos EUA. No outono de 1941, ele foi diagnosticado com câncer pancreático e morreu pouco depois.

## Legado
Just foi tema da biografia de 1983 Black Apollo of Science: The Life of Ernest Everett Just por Kenneth R. Manning. O livro recebeu o Prêmio Pfizer de 1983 e foi finalista do Prêmio Pulitzer de Biografia ou Autobiografia de 1984. Em 1996, o Serviço Postal dos Estados Unidos emitiu um selo comemorativo honrando Just.
A partir de 2000, a Medical University of South Carolina sedia o simpósio anual Ernest E. Just para encorajar estudantes não-brancos a seguirem carreiras em ciências biomédicas e profissões de saúde. Em 2008, um simpósio financiado pela National Science Foundation honrando Just e seu trabalho científico foi realizado no campus da Universidade Howard, onde ele foi membro do corpo docente de 1907 até sua morte em 1941. Muitos dos palestrantes do simpósio contribuíram com artigos para uma edição especial da revista Molecular Reproduction and Development dedicada a Just que foi publicada em 2009.
Desde 1994, a Sociedade Americana de Biologia Celular concede um prêmio e realiza uma palestra em nome de Just. Pelo menos duas das instituições com as quais Just esteve associado estabeleceram prêmios ou simpósios em seu nome: A Universidade de Chicago, onde Just recebeu seu doutorado (em zoologia, em 1916), e o Dartmouth College, onde recebeu sua graduação. Em 2013, um simpósio internacional em homenagem a Just foi realizado na Stazione Zoologica Anton Dohrn em Nápoles, Itália, onde Just havia trabalhado a partir de 1929.
Em 2002, o estudioso Molefi Kete Asante incluiu Just em sua lista dos 100 Maiores Afro-Americanos. Um livro infantil sobre Just, intitulado The Vast Wonder of the World: Biologist Ernest Everett Just, escrito por Mélina Mangal e ilustrado por Luisa Uribe, foi publicado pela Millbrook Press em novembro de 2018.
Just acreditava que "a vida como um evento reside numa combinação de substâncias químicas exibindo propriedades físicas; e é nesta combinação, isto é, em seu comportamento e atividades, e somente nela que podemos buscar a vida". Ele também escreveu: "[A] vida é a organização harmoniosa de eventos, o resultado de uma comunhão de estruturas e reações", e "Nós [cientistas] frequentemente nos esforçamos para provar a vida como totalmente mecanicista, começando com a hipótese de que os organismos são máquinas! A substância viva é assim porque possui esta organização--algo mais que a soma de suas partes mais diminutas" Ele argumentou vigorosamente que o "ectoplasma", a região externa do citoplasma, e não o núcleo, constitui o coração da célula dinâmica. Estava convencido de que a superfície da célula-ovo possui uma "irritabilidade independente", que permite ao ovo (e a todas as células) responder produtivamente a diversos estímulos.